# Саундерс-Гриффитс, Крис
Кристофер Джон Дуглас (Крис) Саундерс-Гриффитс (англ. Christopher John Douglas (Chris) Saunders-Griffiths, 10 января 1929 — 12 июля 2001) — британский хоккеист (хоккей на траве), нападающий.

## Биография
Крис Саундерс-Гриффитс родился 10 января 1929 года.
Играл в хоккей на траве за «Дисайд Рэмблерз» из Тарпорли.
В 1960 году вошёл в состав сборной Великобритании по хоккею на траве на Олимпийских играх в Риме, занявшей 4-е место. Играл на позиции нападающего, провёл 4 матча, забил 2 мяча в ворота сборной Кении.
Умер 12 июля 2001 года.